# 囊性、黏液性、浆液性肿瘤
囊性、黏液性、浆液性肿瘤（cystic, mucinous, and serous neoplasms, CMS），是一类位于卵巢的肿瘤。
一类最常见的肿瘤是囊腺瘤。

## 相关
- 囊性
- 黏液性、黏液腺（英语：Mucous gland）
- 浆液性（英语：Serous）、浆液腺（英语：Serous gland）